# Castello di Raduň
Il castello di Raduň (in ceco Zámek Raduň) si trova nell'omonimo comune nel Distretto di Opava, Regione di Moravia-Slesia in Repubblica Ceca. Si tratta di un importante edificio Stile Impero considerato monumento culturale nazionale ed è stato edificato nelle forme che ci sono pervenute nel XIX secolo sul sito di una precedente costruzione del XV secolo.

## Storia

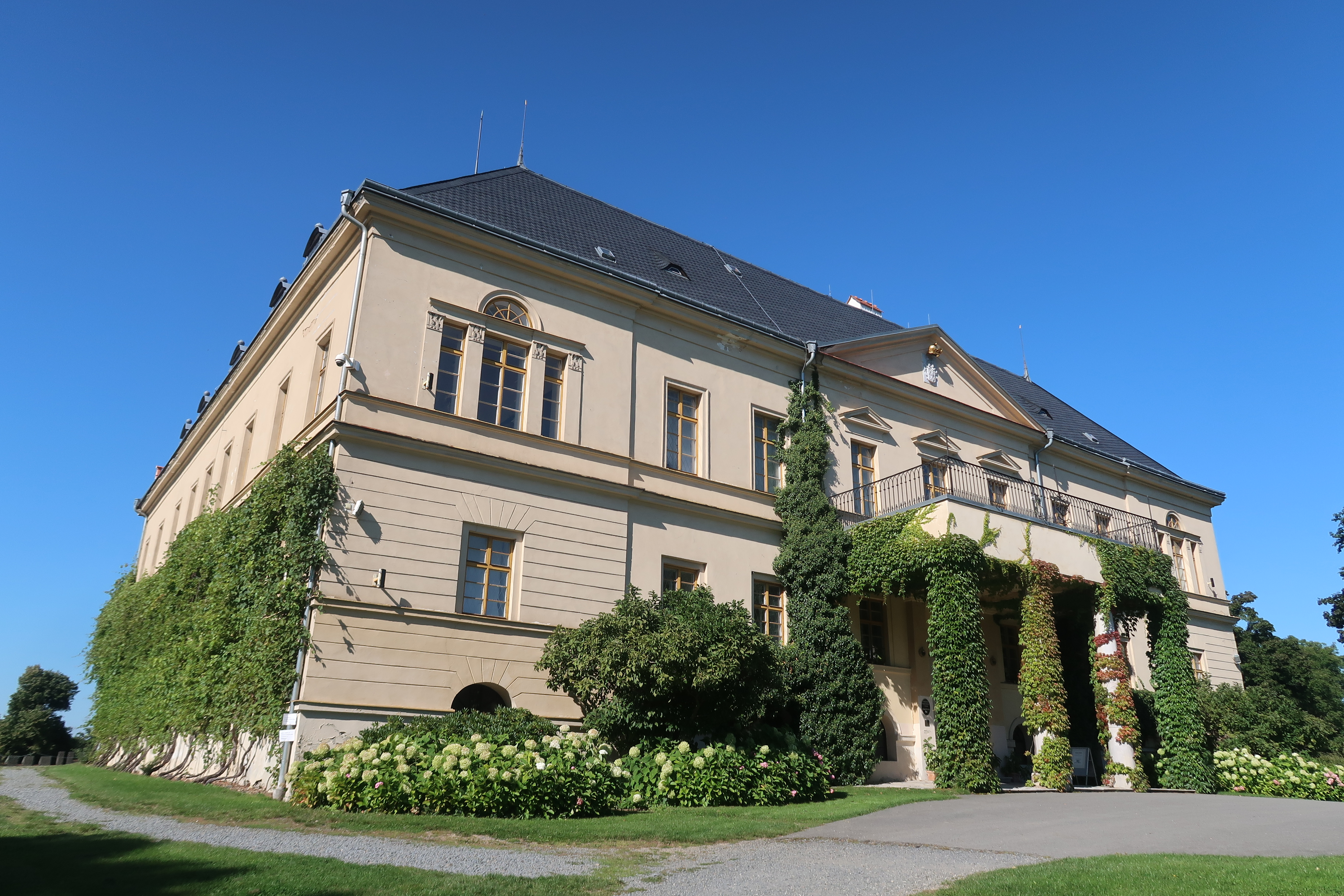
Castello di Raduň

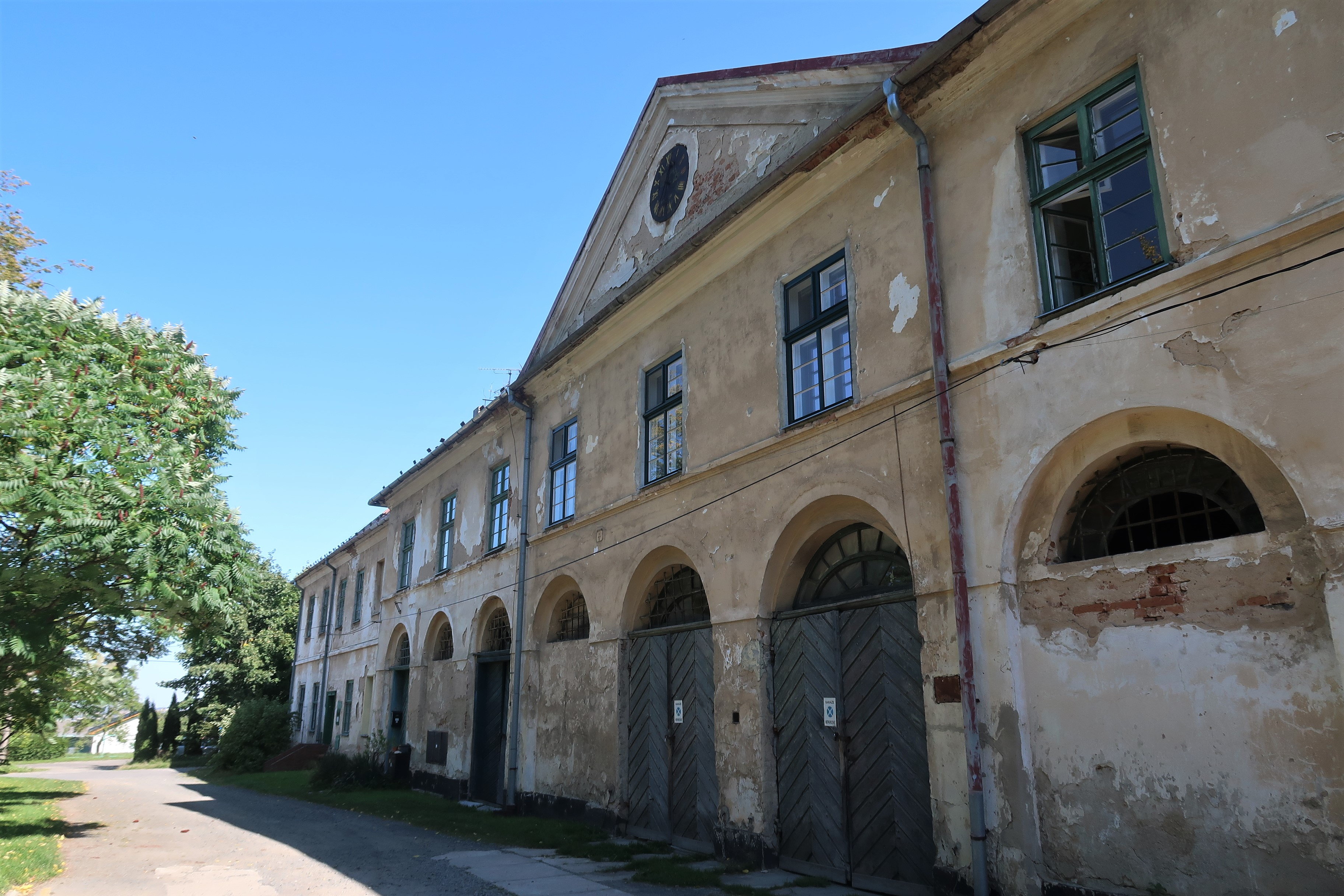
Struttura del vecchio castello

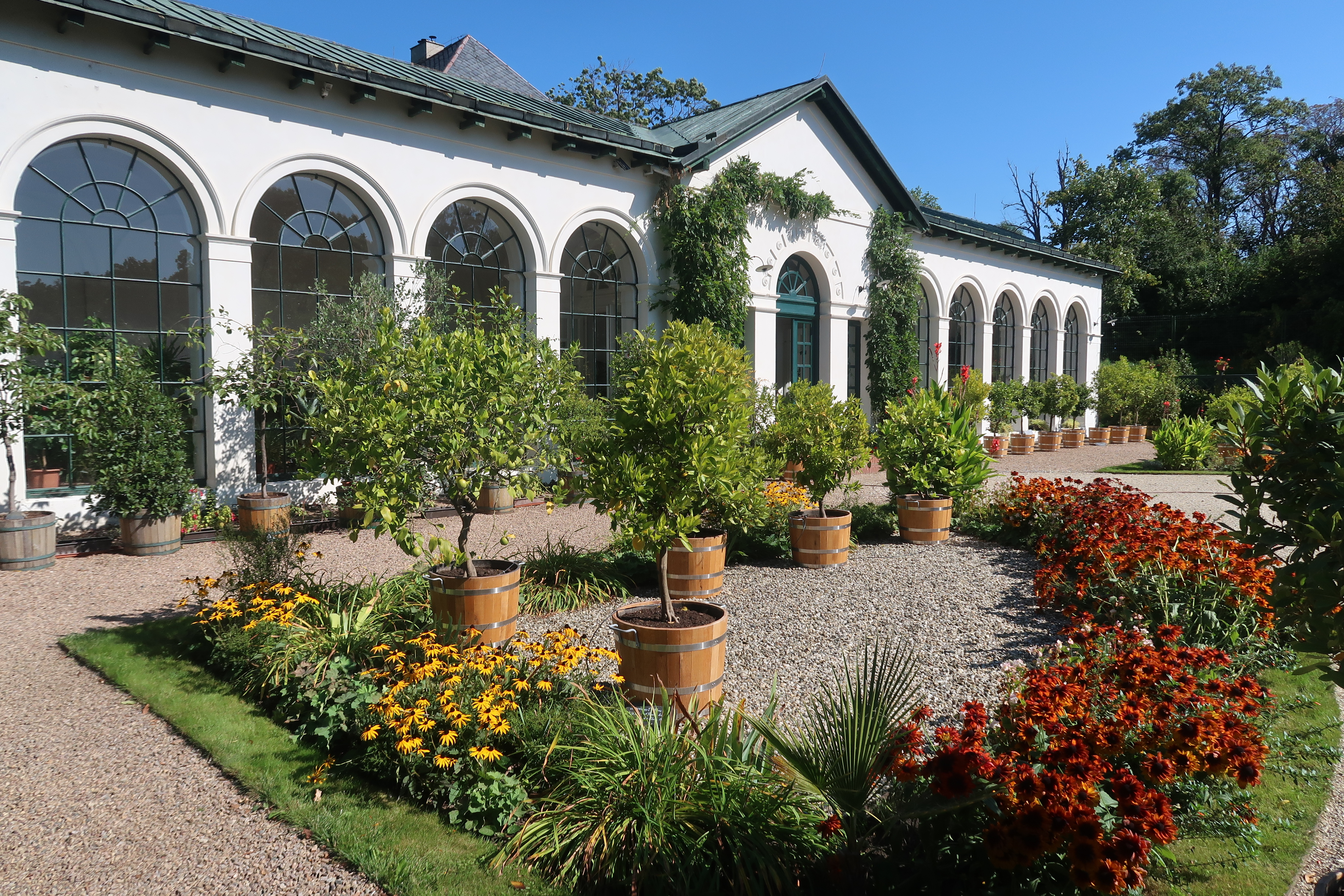
Costruzione dell'aranciera, all'interno del parco

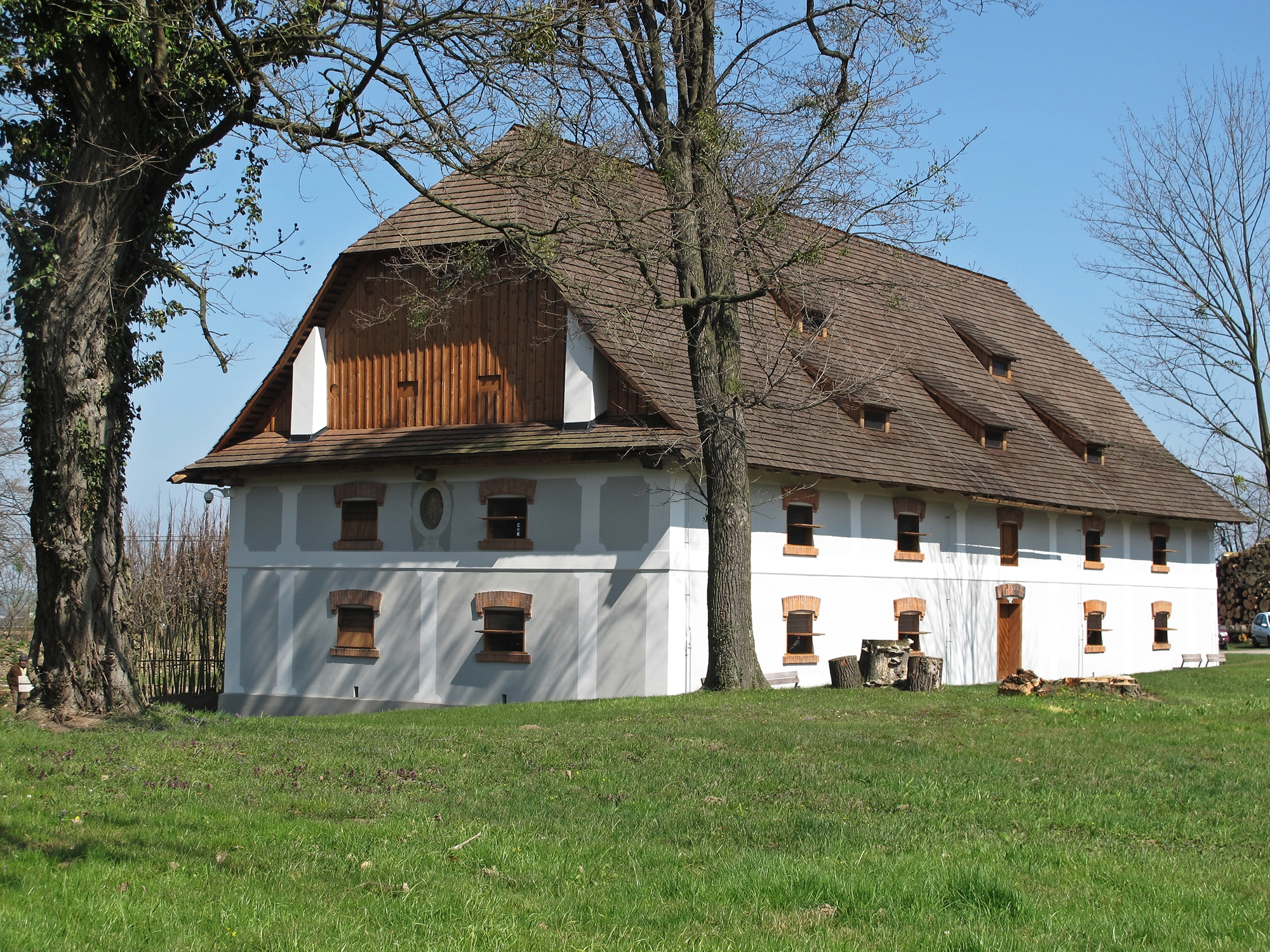
Granaio, all'interno del parco

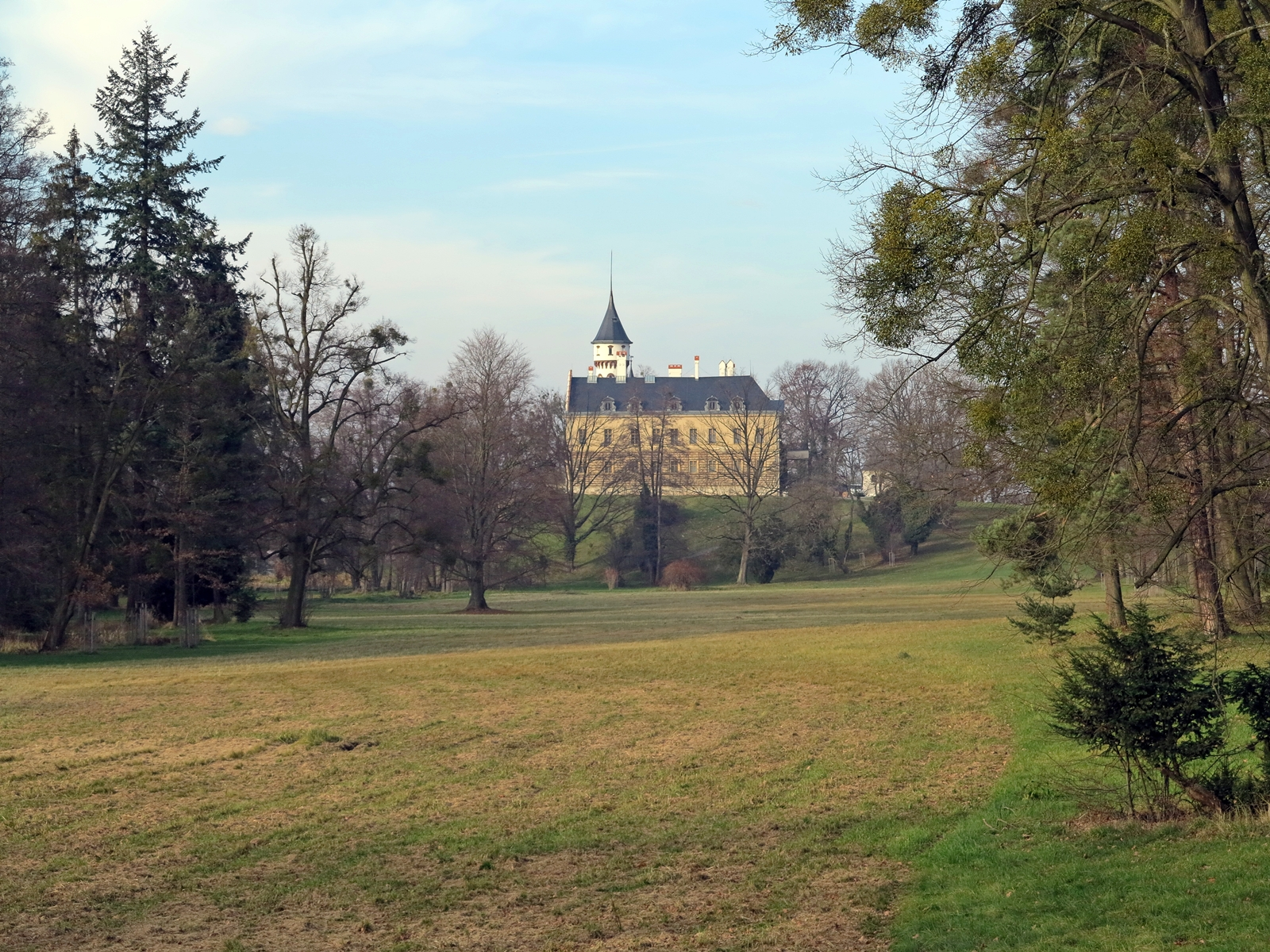
Il castello visto dal parco

Originariamente sul sito del castello sorgeva una fortezza medievale che dal 1481 apparteneva ai Tvorkovski di Kravaře che lo abitarono anche nel secolo successivo sino a quando decisero la sua ricostruzione in forme rinascimentali nel XVII secolo. Il nuovo palazzo venne pensato a quattro ali con cortile interno e lo mantenneri fino al 1671. Poi il castello fu lentamente abbandonato e solo nel secondo decennio del XIX secolo, quando il nuovo proprietariorisultò essere Jan Larisch-Mönnich, venne restaurato e rimodernato nelle forme che ci sono pervenute secondo il gusto Impero. Il progetto fu affidato all'architetto Vytváření Anton Englisch che, col castello, mise mano anche al parco. Nel 1832 la tenuta passò ai Blücher di Wahlstatt che vi abitarono fino all'inizio del 1949. Il castello fu riaperto al pubblico solo nel 1984 ed è stato arredato anche con mobili provenienti dal non lontano castello di Hradec nad Moravicí.

## Descrizione
Il castello si trova nell'omonimo piccolo comune nella Regione di Moravia-Slesia in Repubblica Ceca. Situato a circa 7 chilometri da Opava e 8 chilometri dal castello di Hradec nad Moravicí, in un grande parco. L'edificio del castello è monumentale, caratterizzato dalla grande torre rotonda che si alza dalla copertura del tetto. La struttura è di grandi dimensioni con quattro ali che conserva un nucleo rinascimentale-barocco al quale si è sovrapposta la ricostruzione Stile Impero nel primo terzo del XIX secolo. Di particolare interesse, negli interni, la biblioteca con una scalinata in legno che conserva 16.000 volumi, le stanze nobiliari e l'armeria. Nel grande parco all'inglese che circonda il castello vi sono 
altri edifici di notevole importanza come i resti del castello vecchio, il granaio barocco e l'aranciera che è anche giardino d'inverno. La tomba della famiglia Blücher di Wahlstatt si trova nella cripta della chiesa parrocchiale della Santissima Trinità. Il vecchio castello è un edificio non molto alto ed allungato, chiamato anche casa del cancelliere, costruito su una pianta rettangolare con 21 assi di finestre e copertura con tetto a padiglione. La costruzione dell'aranciera, risalente al 1825-1826, è stata restaurata nel 2004e da allora è aperta al pubblico. L'edificio del granaio si alza su due piani, ha pianta rettangolare, è costruito in pietra di cava intonacata e risale alla metà del XVIII secolo. L'intero parco è di grande estensione e molto vario nel suo insieme, con un grande specchio d'acqua.

### Monumento culturale della Repubblica Ceca
La tutela dei monumenti della Repubblica Ceca considera il complesso del castello di Raduň col suo parco e i diversi edifici che ne fanno parte un monumento culturale nazionale tutelato col numero di catalogo 1000124525.